# Oliver Berben

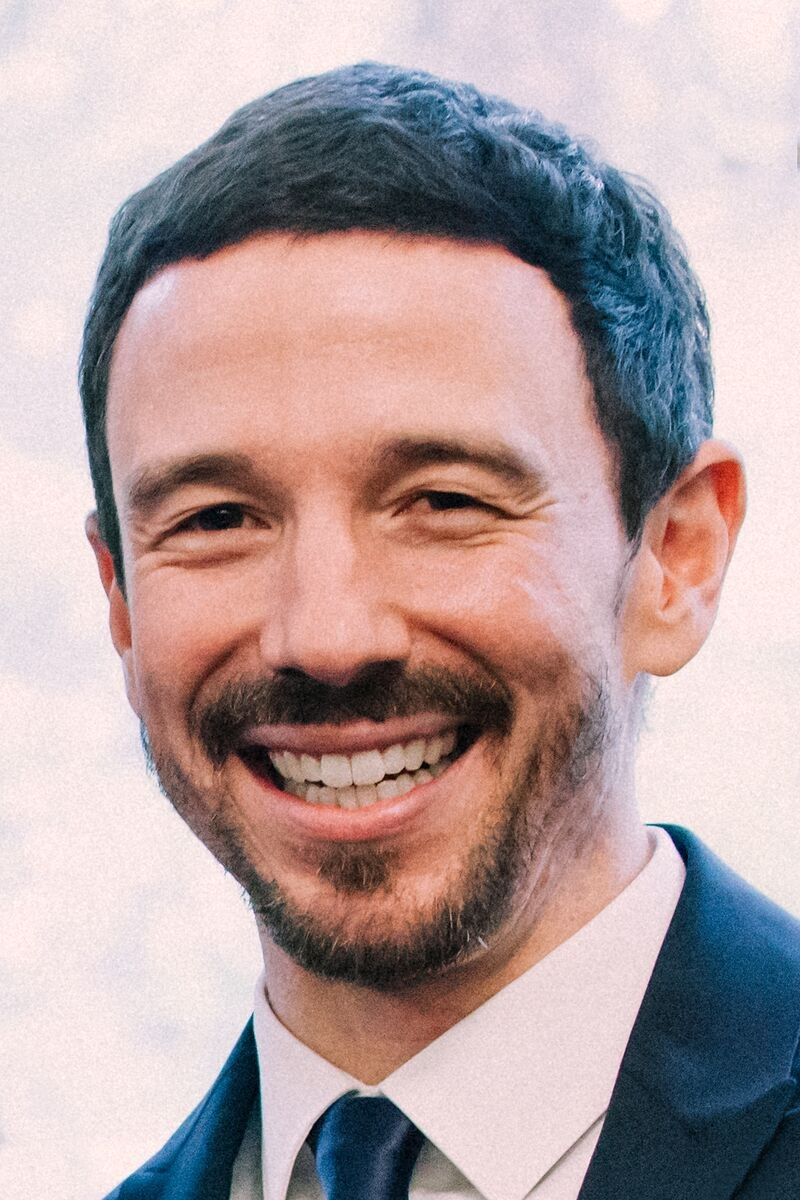
Oliver Berben (2017)

Oliver Berben (* 29. August 1971 in München) ist ein deutscher Filmproduzent. Ab Januar 2017 verantwortete er als Vorstand den Bereich „Television, Entertainment & digitale Medien“ bei der Constantin Film. Im Januar 2021 übernahm er die Position des stellvertretenden Vorstandsvorsitzenden der Constantin Film, seit März 2024 ist er Vorstandsvorsitzender des Unternehmens.

## Leben
Oliver Berben, Sohn der Schauspielerin Iris Berben und des Sängers Abi Ofarim, begann zunächst an der Technischen Universität Berlin ein Studium der Elektro- sowie der Luft- und Raumfahrttechnik, das er jedoch nicht beendete. Er wurde als Produktionsassistent und Aufnahmeleiter bei Werbefilmproduktionen tätig, später im Bereich Kino- und Fernsehfilm. Zusammen mit dem Regisseur Carlo Rola gründete er 1996 das Unternehmen Moovie – the art of entertainment, das später mit der Constantin-Film von Bernd Eichinger fusionierte.
Seine erste Regiearbeit war 1999 der TV-Film Das Teufelsweib. Bis 2006 produzierte er circa 40 weitere TV- und Kinofilme, darunter Die schöne Braut in schwarz, Schöne Witwen küssen besser und Die Patriarchin, welcher für den Deutschen Fernsehpreis 2005 nominiert wurde. 2004 produzierte er die TV-Dokumentation Und jetzt, Israel? 2006 wurde die TV-Produktion Thousand Words/Der Hölle so nah, die unter der Regie von Solo Avital entstand, ausgestrahlt; ein Film, der die Arbeit des Kriegsfotografen Ziv Koren über zwei Jahre begleitete.
Im Januar 2009 übernahm Oliver Berben die Geschäftsführung der Constantin Film Produktion GmbH. Seit dem 1. Januar 2017 ist er neben seiner Produzententätigkeit als Vorstand für Television, Entertainment und digitale Medien innerhalb der Constantin Film AG tätig und seit 1. Januar 2021 stellvertretender Vorstandsvorsitzender.
Im November 2023 gab Constantin Film bekannt, dass Berben zum 1. März 2024 als Nachfolger von Martin Moszkowicz Vorstandsvorsitzender der Constantin Film werden wird.
Insgesamt produzierte Oliver Berben über 200 Fernseh- und Kinofilme. Dazu zählen Produktionen wie Elementarteilchen (2006), Warum Männer nicht zuhören und Frauen schlecht einparken (2007), Männersache (2009), Die Päpstin (2009), Der Gott des Gemetzels (2011), Frau Müller muss weg! (2015), Er ist wieder da (2015), Timm Thaler oder das verkaufte Lachen (2017), Dieses bescheuerte Herz (2017), In Zeiten des abnehmenden Lichts (2017) und Drachenreiter (2020).
Für das Fernsehen produzierte Oliver Berben eine Vielzahl von Filmen, u. a. Afrika, mon amour (2006), Krupp – Eine deutsche Familie (2009), Das Adlon. Eine Familiensaga (2013), Verbrechen nach Ferdinand von Schirach (2013), Das Zeugenhaus (2014), Schuld nach Ferdinand von Schirach (2016), Der weiße Äthiopier (2016), Terror – Ihr Urteil (2016), Das Sacher (2016), Die Protokollantin (2018), Parfum (2018), Bier Royal (2019), Der Club der singenden Metzger (2019), Wir Kinder vom Bahnhof Zoo (2021), Feinde – Recht oder Gerechtigkeit nach Ferdinand von Schirach (2021), Eldorado KaDeWe – Jetzt ist unsere Zeit (2022), Der Palast (2022) und Die Wannseekonferenz (2022).
Oliver Berben wurde mit zahlreichen Preisen ausgezeichnet.

## Filmografie

### Produktion
- 1996: Code Red – Die sieben Feuer des Todes (Fernsehfilm)
- 1996: Der stille Herr Genardy (Fernsehfilm)
- 1997–2006: Rosa Roth (Fernsehserie; 16 Teile)
- 1998–2001: Der Solist (Fernsehserie; 4 Teile)
- 1998: Das Miststück
- 1999: Gefährliche Träume – Das Geheimnis einer Frau (Fernsehfilm)
- 2001: Sass (Kino)
- 2001/2002: Wer liebt, hat Recht (Fernsehfilm)
- 2001/2002: Fahr zur Hölle, Schwester! (Fernsehfilm)
- 2003: Dienstreise – Was für eine Nacht
- 2004: Autobahnraser (Kino)
- 2004: 21 Liebesbriefe (Fernsehfilm)
- 2004: Und jetzt, Israel? (TV-Dokumentation)
- 2005: Die Patriarchin (Fernsehfilm)
- 2006: Elementarteilchen (Kino)
- 2005: Silberhochzeit (Fernsehfilm)
- 2006: Der Hölle so nahe… (…More Than 1000 Words) (TV-Dokumentation)
- 2006: Bewegte Männer (Fernsehserie; 13 Teile)
- 2007: Afrika, mon amour
- 2007: Warum Männer nicht zuhören und Frauen schlecht einparken
- 2008: Und Jimmy ging zum Regenbogen (Fernsehfilm)
- 2008: Gott schützt die Liebenden (Fernsehfilm)
- 2009: Männersache (Kino)
- 2009: Krupp – Eine deutsche Familie (Fernsehserie; 3 Teile)
- 2009: Dinosaurier (Kino, zusammen mit Herman Weigel)
- 2009: Die Päpstin (Kino) zusammen mit Martin Moszkowicz
- 2009: Liebe ist nur ein Wort (Fernsehfilm)
- 2010: Familiengeheimnisse (Fernsehserie)
- 2011: Niemand ist eine Insel (Fernsehfilm)
- 2011: Der Gott des Gemetzels (Kino, Co-Produzent zusammen mit Martin Moszkowicz)
- 2011: Blutzbrüdaz (Kino)
- 2011: Francesco und der Papst (Kino, zusammen mit Peter Weckert, Norbert Preuss)
- 2012: Die Löwin (Fernsehfilm)
- 2012: Glück (Kino)
- 2012: Das Hochzeitsvideo (Kino)
- 2013: Tessa Hennig: Mutti steigt aus
- 2013: Das Adlon. Eine Familiensaga (Fernsehserie; 3 Teile)
- 2013: Quellen des Lebens
- 2013: Die Kronzeugin – Mord in den Bergen
- 2013: Verbrechen nach Ferdinand von Schirach
- 2013: Der Wagner-Clan. Eine Familiengeschichte (Der Clan. Die Geschichte der Familie Wagner; Fernsehfilm)
- 2014: Schoßgebete (Kino)
- 2014: Die Hebamme
- 2014: Alles muss raus – Eine Familie rechnet ab (Fernsehzweiteiler)
- 2015–2019: Schuld nach Ferdinand von Schirach
- 2015: Frau Müller muss weg!
- 2015: Er ist wieder da
- 2016: Die Hebamme 2
- 2016: Terror – Ihr Urteil
- 2016: Familie!
- 2016: Schweigeminute
- 2016: Das Sacher
- 2017: Timm Thaler oder das verkaufte Lachen
- 2017: In Zeiten des abnehmenden Lichts
- 2017: Tigermilch
- 2017: Jugend ohne Gott
- 2017: Das Pubertier
- 2017: Dieses bescheuerte Herz
- 2018: Bier Royal (Fernsehfilm)
- 2018: Shadowhunters
- 2018: Die Protokollantin
- 2018: Parfum (Fernsehserie)
- 2019: Wendezeit
- 2019: Der Club der singenden Metzger (Fernsehfilm)
- 2020: Nicht tot zu kriegen (Fernsehfilm)
- 2020: Drachenreiter
- 2020: Gott von Ferdinand von Schirach
- 2020: Das Unwort (Fernsehfilm)
- 2021: Ferdinand von Schirach: Feinde
- 2021: Wir Kinder vom Bahnhof Zoo (Fernsehserie)
- 2021: Ferdinand von Schirach – Glauben
- 2022: Eldorado KaDeWe – Jetzt ist unsere Zeit (Fernsehserie)
- 2022: Der Palast (Fernsehserie)
- 2022: Die Wannseekonferenz (Fernsehfilm)
- 2023: Liebes Kind (Mini-Serie)
- 2024: Those About to Die (Serie)
- 2024: Chantal im Märchenland (Kinofilm)
- 2024: Hagen – Im Tal der Nibelungen (Kinofilm & Serie)

### Regie
- 1999: Das Teufelsweib

## Auszeichnungen und Ehrungen (eine Auswahl)
- 1997: New York Film Festival: „Finalist Award“ für Regie, Film, Produzent für Code Red – Die sieben Feuer des Todes
- 2000: Adolf-Grimme-Preis: Nominierung für Der Solist – Kein Weg zurück
- 2002: Tokyo International Film Festival: „Best Director-Award“ für Sass – Die Meisterdiebe
- 2003: Deutscher Comedypreis: Nominierung für „Beste Comedy-Serie“ für Bewegte Männer
- 2003: Deutscher Fernsehpreis: Nominierung für „Beste Sitcom“ für Bewegte Männer
- 2004: Adolf-Grimme-Preis für Dienstreise – Was für eine Nacht („Beste Regie“, beste Hauptdarsteller)
- 2004: Deutscher Fernsehpreis: Nominierung für „Beste Sitcom“ für Bewegte Männer
- 2005: Goldene Kamera für Die Patriarchin
- 2005: Deutscher Fernsehpreis: Nominierung in der Kategorie „Bester Fernsehfilm“ für Die Patriarchin
- 2006: Fernsehfilm-Festival Baden-Baden: Einladung für den Film Silberhochzeit
- 2009: Bernd Burgemeister Fernsehpreis für Der verlorene Sohn
- 2012: Goldene Kamera für Liebesjahre („Bester Fernsehfilm“)
- 2014: Romy in der Kategorie Bester Produzent TV-Film für Schuld nach Ferdinand von Schirach
- 2015: Romy in der Kategorie Bester Kinofilm für Frau Müller muss weg![9]
- 2017: Rose d’Or in der Kategorie TV Movie für Terror – Ihr Urteil